# LOL (pel·lícula)
LOL'' és una pel·lícula de comèdia dramàtica romàntica estatunidenca del 2012, escrita i dirigida per Lisa Azuelos. Es tracta d'una nova versió de la pel·lícula francesa de 2008 LOL (Laughing Out Loud), també dirigida per Azuelos. La pel·lícula és protagonitzada per Miley Cyrus, Demi Moore, Ashley Greene i Adam Sevani. Es va estrenar de forma limitada als Estats Units el 4 de maig de 2012 per part de Lionsgate. La pel·lícula va rebre majoritàriament crítiques negatives i va guanyar 10,4 milions de dòlars amb un pressupost d'11 milions de dòlars, cosa que la va convertir en un fracàs de taquilla. S'ha doblat al català.

## Repartiment
- Miley Cyrus com a Lola "Lol" Williams
- Demi Moore com a Anne Williams
- Ashley Hinshaw com a Emily
- Ashley Greene com a Ashley
- Jay Hernandez com a James
- Thomas Jane com a Allen Williams
- Marlo Thomas com a Gran Williams
- Douglas Booth com a Kyle Ross
- George Finn com a Chad
- Lina Esco com a Janice
- Tanz Watson com a Lloyd
- Adam Sevani com a Wen
- Nora Dunn com a Emily's mother
- Gina Gershon com a Kathy
- Fisher Stevens com a Roman
- Austin Nichols com a Mr. Ross
- Jean-Luc Bilodeau com a Jeremy
- Brady Tutton com a Jackson
- Terdman com a Concert Groupie